# アンディ・グレイ
アンドリュー・ミューレン・グレイ（Andrew Mullen Gray、1955年11月30日 - ）は、スコットランド出身のサッカー選手。
グレイはグラスゴーで生まれたが、母親はアウター・ヘブリディーズ諸島のルイス島にあるストーノーウェイ近郊のバック村にルーツを持つ。

## 選手経歴

### クラブ
ダンディー・ユナイテッドでプロとしてのキャリアをスタートし、そこでは62試合に出場し、46ゴールを挙げた。
1975年10月にアストン・ヴィラに移籍した。加入二年目の1976-77シーズンには36試合で25ゴールを記録し、得点王となり、PFA年間最優秀若手選手賞とPFA年間最優秀選手賞を同時受賞した（2006-07シーズンにクリスティアーノ・ロナウドが受賞するまで、ダブルで受賞したのはグレイだけであった）。翌シーズンも13ゴールを挙げたが、アリー・マクレオドは、1978 FIFAワールドカップのメンバーには選ばなかった。
1979年9月には、ウルヴァーハンプトン・ワンダラーズに英国記録となる移籍金150万ポンドで移籍した。1980年のリーグカップ決勝では、その試合唯一のゴールを挙げ、クラブのタイトル獲得に貢献した。1982年には降格を喫したが、クラブに残留し、一年での昇格を果たした。
1983年11月に、250,000ポンドでエヴァートンに移籍し、マージーサイドのクラブで素晴らしい2シーズンを過ごした。1984年には、FAカップのタイトルを獲得し、決勝のワトフォード戦ではゴールも決めた。翌シーズンは、リーグ優勝とUEFAカップウィナーズカップのタイトルを獲得し、カップウィナーズカップの決勝戦でもゴールを決めた。
ゲーリー・リネカーがエヴァートンに加入したことにより、グレイは150,000ポンドでアストン・ヴィラに復帰した。54試合に出場し、5ゴールを挙げたが、5シーズン前のチャンピオンズカップ優勝チームであり、6シーズン前のリーグチャンピオンであるチームは、1987年に降格となってしまい、グレイはチームを去った。
ウェスト・ブロムウィッチ・アルビオンに1シーズン在籍した後に、子どものころからファンであったレンジャーズに加入した。アイブロックスでの滞在は短いものであったが、リーグ優勝を経験し、1990年に現役を引退する前に、フットボールカンファレンスのチェルトナム・タウンに1シーズン在籍した。

### 代表
スコットランド代表では20試合に出場し、7ゴールを挙げた。U-23代表でも4キャップを記録し、学生代表の経験もある。A代表デビューとなったのは、1975年12月17日に行われ、1-1で引き分けたルーマニア代表戦である。代表でプレイしている間に、ワールドカップのメンバーに選出されることはなかった。

## パーソナルライフ
1999年にオリンピックの体操選手であったスーザン・ダンドとSky Sportsでともに仕事をした際に魅かれ、恋に落ちた。グレイは、タブロイド紙の記者に、派手な女性関係を築いてきた時代は終わると話した。しかし、プエトロ・バヌースで金髪の女性と抱き合っているところを目撃され、グレイとダンドは破局を迎えた。
最近まで、元モデルである古くからの友人の女性と婚約をしており、近い将来にルイス島のバック村に戻りたいと話していた。
グレイは、シャギー・マギー、ジャクリーン・チェリーと結婚し、2度の離婚を経験している。彼は前妻の2人とかつての恋人サラ・マシューズ、ジャネット・トリグとの間に5人の子どもがいる。
1992年からSky SportsとESPNでサッカーの解説者を務めていたが、
女性審判への差別発言問題を起こし、Sky Sports 解説者であるリチャード・キーズと共に2011年1月27日付で解雇された。